# Amtsgericht Schlotheim

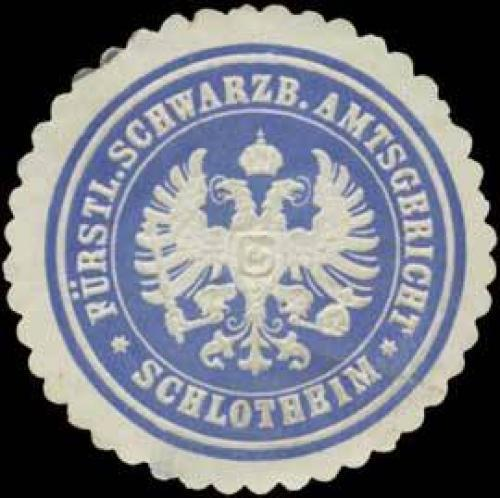
Siegelmarke des Fürstlich Schwarzburgischen Amtsgerichtes

Das Amtsgericht Schlotheim war ein von 1879 bis 1949 bestehendes Gericht der ordentlichen Gerichtsbarkeit mit Sitz im thüringischen Schlotheim.

## Geschichte
Anlässlich der Einführung des Gerichtsverfassungsgesetzes am 1. Oktober 1879 wurde im Fürstentum Schwarzburg-Rudolstadt ein Amtsgericht in Schlotheim errichtet, dessen Sprengel sich unverändert aus dem Bezirk der vorhergehenden Justizamtskommission Schlotheim ergab. Es war eines der 14 Gerichte, die dem Landgericht Rudolstadt nachgeordnet waren. Die nach der Bildung des Landes Thüringen nötig gewordene Justizreform führte zum 1. Oktober 1923 zur Aufhebung des Gerichtes. Es wurde als Außenstelle des Amtsgerichtes Ebeleben weiterbetrieben.
Mit Wirkung zum 1. Mai 1939 wurde die Eigenständigkeit der Abteilung Schlotheim als eigenständiges Gericht verfügt. Im Jahre 1949 wurde das Amtsgericht Schlotheim wieder (und diesmal endgültig) aufgelöst und sein Sprengel dem des Amtsgerichtes Mühlhausen zugeordnet. Dieses wurde 1952 durch das Kreisgericht Mühlhausen (für den Kreis Mühlhausen) ersetzt.